# 日野・コンマース
コンマース（Commerce）は、日野自動車が過去に生産していたキャブオーバー型ワンボックスカー。

## 概要
1960年（昭和35年）8月にPB10型発売。キャブオーバー車では珍しく、日野・ルノー 4CV用から発展した、GP10型・836cc/28psエンジンをフロントに縦置き搭載する前輪駆動方式を採用した、当時としては先進的なモデルである。
ルノーにも1959年に発売されたエスタフェット（en:Renault Estafette）という同様の構成の商用車があるが、4CVのノックダウン生産を通してルノーの技術に理解を深めていた当時の日野が、似通った発想を持ったことは想像に難くない。
しかし、日野とルノーの間でエスタフェットに関する技術供与契約は行われなかったばかりか、ルノー側から、「エスタフェットに似せないように」とのクレームを頂戴し、設計を変更した箇所もあるという。
モノコックボディとトーションバー・スプリングによる四輪独立懸架の採用で、FR、はしご型フレームに重ね板ばねと固定車軸の組み合わせであった他車に比べ、非常に床が低く、広い室内と良好な乗り心地を確保している。さらにユニークな点は、ボディパネルのプレス型の材料に、コストを抑えるためコンクリートを用いたことで、これは試行的少量生産モデルならではの試みであった（通常は金型）。
バリエーションは、500 kg積みライトバンのほか、10人乗りワゴンと11人乗りミニバス、病院車もラインナップしていた。
技術的には極めて進歩的な設計で、スペース効率にも優れていたが、出力不足と積載時の前輪の荷重不足による動力性能の難、更には前輪駆動車の生命線とも言えるドライブシャフトの駆動ジョイントに、消耗に弱い簡易式で、完全等速でもないL型ジョイントを使っていたことによる、耐久性と振動面の弱さなど、未熟な弱点を抱えていた。
その後、エンジンをコンテッサ900用のGP20型・893 cc/35 psへ変更し、型式もPB11型へと変わるが、根本的な出力不足を解消するには至らなかった。
駆動力や耐久性で遙かに勝る単純設計の後輪駆動車が主流だった当時の市場では、売れ行きはあまり芳しくなく、コンマースは1962年（昭和37年）10月に生産を終えた。フル・キャブオーバー型の日本製自動車としては、おそらく史上初の前輪駆動車であった。
これ以後、日本でキャブオーバー + 前輪駆動を採用した内燃車の事例は、現時点において1972年（昭和47年）発売のいすゞ・エルフ マイパックのみに留まっている。マイパックの主要部分はフランス、サヴィエム（en:Saviem）のFFトラックSuper Goéletteのコピーで、エンジンのみを前車軸前方にオーバーハングさせている。しかし、これもまた短期間で製造を終了している。

## 車名
- 車名の由来は、コマーシャル（Commercial＝商業）[要出典] から。